# F. Bede László
F. Bede László (Szolnok, 1891 – Fegyvernek, 1920. április 29.) vasesztergályos, mártír.

## Élete
A Magyarországi Szociáldemokrata Párt (MSZDP) szolnoki szervezete 1918. március 25-ei ülésén beválasztották a városi vezetőségbe. November 2-án a helyi Nemzeti Tanács intézőbizottságának tagja lett. A Kommunisták Magyarországi Pártja (KMP) 1918. december 12-én megalakult szolnoki szervezetének első elnöke volt.
A Magyarországi Tanácsköztársaság alatt 1919. március 23-án Szolnokon a helyi direktórium egyik vezetőjévé nevezték ki, majd a megyei direktórium katonai szakosztályának vezetője lett. Áprilisban Jászberényben megválasztották küldöttnek a Tanácsok Országos Gyűlésére. 1919 novemberében Prónay Pál katonái razziáztak a térségben, többeknek súlyos sérüléseket okoztak, s F. Bede Lászlóról is látleletet állított ki az orvos: „F. Bede László 28 éves. A bal lábfej kissé duzzadt. A belső felülete élénk pirosas színezett, mindkét arcfél duzzadt, rajtuk számos hámhiány látható, helyenként apróbb vérző pontokkal." 1920-ban a Héjjas Iván vezette különítmény tagjai a Fegyvernektől nem messze lévő erdőbe vitték, s egy erdészházban, az ún. Halálkastélyban halálra kínozták. Még élt, mikor koporsóba rakták, majd kettéfűrészelték a fejét.

## Emlékezete
1961-ben Szolnokon a munkásmozgalom több mártírjának, köztük F. Bede Lászlónak a mellszobrát (Nagy István szobrászművész alkotása) avatták fel a városi tanács épületében. A szolnoki munkásőrzászlóalj 1957-ben felvette F. Bede László nevét, és a munkásőrség megszűnéséig ezt a nevet viselte. F. Bede Lászlóról nevezték el Szolnokon a 605. számú Ipari Szakmunkásképző Intézetet. Az iskola a megye legnagyobb szakképző intézete volt, közel 1500 vasipari tanulót képzett. (Az iskola neve később F. Bede László Közlekedésgépészeti Szakközépiskola lett.) Róla és menyasszonyáról, Molnár Anna varrónőről is utcát neveztek el Szolnokon.
Baranyi Ferenc Halálkastély című versciklusa a Tanácsköztársaság bukása után meggyilkolt „tizenkilenceseknek" állít emléket, s az egyik vers Bedéről és gyilkosairól szól.
Mert az ember mindenre képes: 

fogat piszkál, mikor kivégez,

koporsónál újságot olvas,

még bekecse bőre is ordas.